# Idionotus similis
Idionotus similis är en insektsart som beskrevs av Andrew Nelson Caudell 1934. Idionotus similis ingår i släktet Idionotus och familjen vårtbitare. Inga underarter finns listade i Catalogue of Life.